# 篠崎榮
篠崎 榮（しのざき さかえ、1947年 - ）は、日本の倫理学者。元熊本大学文学部教授。

## 略歴
学歴
- 1947年 - 神奈川県鎌倉市に生まれる[1]
- 1970年 - 東京大学文学部哲学科卒業[2][3]
- 1977年 - 同大学院博士課程修了[2][1]

職歴
- 1995年度 - 熊本大学教養部教授（ - 1996年度）
- 1997年度 - 同文学部教授
- 2000年度 - 同教授（ - 2001年度）
- 2002年度 - 熊本県立大学文学部教授[4]

## 著作

### 単著
- 『ことばの中での探求―プラトンを読む』ISBN 978-4-326-15138-7（勁草書房，1985年）

### 翻訳
- ニュッサのグレゴリオス『教理大講話』（上智大学中世思想研究所 編『中世思想原典集成<2> 盛期ギリシア教父』ISBN 978-4-582-73412-6（平凡社，1992年）所収）
- アラスデア・マッキンタイア『美徳なき時代』ISBN 978-4-622-03792-7（みすず書房，1993年）
- 新神学者シメオン『100の実践的・神学的主要則』（上智大学中世思想研究所 編『中世思想原典集成<3> 後期ギリシア教父・ビザンティン思想』ISBN 4-582-73413-8（平凡社，1994年）所収）
- アルバート・ノーラン『キリスト教以前のイエス』ISBN 978-4-915623-67-7（新世社，1994年）

### 共訳
- （井上忠・山本巍共編訳）『ギリシア哲学の最前線<1>』ISBN 978-4-13-010019-9（東京大学出版会，1986年）
- （加藤尚武・飯田亘之共編訳）H.T.エンゲルハート『バイオエシックスの基礎づけ』ISBN 978-4-255-89063-0（朝日出版社，1989年）
- （大森正樹）ニュッサのグレゴリオス『雅楽講話』ISBN 978-4-915623-40-0（新世社，1991年）
- （レナト・フィリピーニ共訳）カルロ・マリア・マルティーニ『イエスの教えてくれた祈り―「主の祈り」を現代的視点から』ISBN 978-4-902211-91-7（教友社，2013年）

## 論文
雑誌論文
- 「プラトン『国家』における理性と欲望」哲学雑誌 773,28-44 1986年
- 「倫理の正当化に関する一つの差異」熊本大学教養部紀要 23,1-8 1988年
- 「ニュッサのグレゴリオス『要理大講話』の解説」エイコーン 4,52-68 1990年
- 「新しい倫理学のために(1)」熊本大学教養部紀要 26,1-12 1991年
- 「新しい倫理学のために(2)」熊本大学教養部紀要 27,1-18 1992年
- 「新しい倫理学のために(3)」熊本大学教養部紀要 28,1-18 1993年
- 「善き生の探求構図の変換」西日本哲学年報 (3) 31-45 1995年
- 「新しい倫理学のために(4)」熊本大学教養部紀要 (32) 1-18 1997年
- 「「神の像」としての人間理解について」文学部論叢 (66) 19-32 2000年
- 「プラトンと徳論の罠」文学部論叢 (75) 1-24 2002年
- 「プラトンと徳論の罠」文学部論叢 (75) 111-134' 2002年
- 「山本巍『ロゴスと深淵』に寄せて」哲学・科学史論叢 (4) 59-72' 2002年

単行本所収論文
- 「人権概念の由来と根拠」 常葉謙二・古賀允洋・鈴木桂樹 編『国際社会の近代と現代』ISBN 978-4-87378-509-7（九州大学出版会，1997年）所収
- 「ソクラテスは何をしたのか」 哲学会 編『ギリシア・中世哲学研究の現在』ISBN 978-4-641-07610-5（有斐閣，1998年）所収